# Білостоцьке воєводство (1944—1975)
Білосто́цьке воєво́дство (пол. Województwo białostockie) — колишнє воєводство на сході Польщі, що існувало з 1944 по 1975 рік. Займало площу в 1950 році — 23 201 км², пізніше була зменшена до 23 154 км². Адміністративним центром було місто Білосток.

## Адміністративний поділ
Поділ воєводства на 1967 рік:

Білостоцьке воєводство в 1946—1950 роках

- Міський повіт (місто воєводського підпорядкування): Білосток
- Земські повіти:
  - Августівський,
  - Білостоцький,
  - Більсько-Підляський,
  - Домброва-Білостоцький,
  - Елцький,
  - Голдапський,
  - Граєвський,
  - Хайнівський,
  - Кольненський,
  - Лапський,
  - Ломжинський,
  - Монецький,
  - Олеський,
  - Сейненський,
  - Сім'ятицький,
  - Сокулькський,
  - Сувальський,
  - Високомазовецький,
  - Замбрівський.

## Історія
На терени воєводства були депортовані українці з українських етнічних територій у 1947 році (т. з. акція «Вісла»): 724 особи в села Елцького повіту і 271 особа в села Олеського повіту.
1 червня 1975 року, внаслідок адміністративної реформи, воєводство було поділено між трьома меншими: Білостоцьким, Сувалкським і Ломжинським. У сучасній Польщі приблизно відповідає території Підляського воєводства.